# Tosseta Rasa
La Tosseta Rasa és una muntanya de 1.217 metres que es troba entre els municipis d'Alfara de Carles a la Baix Ebre i de l'Horta de Sant Joan, a la comarca catalana de la Terra Alta.
Aquest cim està inclòs al llistat dels 100 cims de la FEEC